# ベタ (漫画)
ベタとは、漫画制作において、原稿中の指定された範囲を黒で塗り潰すこと。「ベタ塗り」（べたぬり）とも。実際に色が黒い部分や影の部分を表すだけでなく、心理描写にも効果を発揮する。
左官屋の用語である「ベタ塗り」が先にあり漫画製作でも用いられるようになった。

## 使用する道具
筆にインク、サインペン、筆ペン、ミリペンなど、黒なら何でも構わないが、ホワイトとの相性を考慮し、一般的には水性顔料のものを用いる。
忙しい商業漫画家などは、メインとなる著者が線画のみを描き、ベタ塗りやトーン貼りや背景部分などは、作画アシスタントに指示を与えて行わせる、分業体制を採る例が多い。この場合、ベタ部分に×マークなどの指定が入っていることが多い。

## 応用技法
- ベタフラ（ベタフラッシュの略）
- ツヤベタ：筆や、筆ペンの筆跡を生かし、光が当たっている部分を塗り残すことで髪などのツヤを表現する技法。
- 全面ベタ：そのコマの、人物・物体以外の空間をベタで全て塗り潰してしまう技法。一瞬だけ時間が止まったような感覚、あるいは心理的に周囲と断絶したさまを表す。